# Jordanne Whiley
Jordanne Whiley (n. 11 iunie 1992, Birmingham, Anglia, Regatul Unit) este o sportivă ce a reprezentat Regatul Unit al Marii Britanii și al Irlandei de Nord. A participat la competiții asociate Jocurilor Olimpice în care a câștigat două medalii de bronz.